# Horní Planá
Horní Planáⓘ (niem. Ober Plan lub Oberplan) − miasto w Czechach, w kraju południowoczeskim u Lipna. Według danych z 31 grudnia 2003 powierzchnia miasta wynosiła 9 926 ha, a liczba jego mieszkańców 2 278 osób.

## Demografia
| Rok             | 1970  | 1980  | 1991  | 2001  | 2003  |
| --------------- | ----- | ----- | ----- | ----- | ----- |
| Liczba ludności | 1 967 | 2 130 | 2 302 | 2 293 | 2 278 |

Źródło: Czeski Urząd Statystyczny